# Trygåskölens naturreservat
Trygåskölens naturreservat är ett naturreservat i Älvdalens kommun i Dalarnas län.
Området är naturskyddat sedan 2019 och är 1103 hektar stort, 21 augusti 2023 utökades området till 1474 hektar (beslutat med ännu ej gällande i februari 2024). Reservatet ligger nordost om Särna och består av tall på åsar och sumpskog längs bäckar och större myrområden av typ rikkärr.